# あいかぎ 〜ひだまりと彼女の部屋着〜
『あいかぎ 〜ひだまりと彼女の部屋着〜』（あいかぎ ひだまりとかのじょのへやぎ）は、2002年8月30日にF&C FC02より発売された18禁恋愛アドベンチャーゲーム。
家庭用ゲーム機版はNECインターチャネルより、2003年8月7日にドリームキャスト版が、同年9月25日にはPlayStation 2版が発売されている。また、この家庭用ゲーム機版で追加されたCGやイベントを追加したWindows用DVD-ROM版が2004年2月27日にF&C FC02より発売された。2007年12月21日にDMMにてDVD-ROM版のダウンロード販売が開始された。

## 発売歴
- 2002年8月30日 - Windows用CD-ROM版
- 2003年8月7日 - ドリームキャスト版（CEROレーティング18歳以上対象）
- 2003年9月25日 - PlayStation 2版『あいかぎ 〜ぬくもりと日だまりの中で〜』
- 2004年2月27日 - Windows用DVD-ROM版
- 2005年3月3日 - PlayStation 2用廉価版（CEROレーティング12歳以上対象）
- 2005年3月25日 - Windows用DVD-ROMパッケージ新装版
- 2006年10月27日 - 『あいかぎ2 〜濡れた髪が乾く前に〜』とのセット『1+2パック』
- 2007年12月21日 - DMM版
- 2022年3月25日 - 『あいかぎ2 〜濡れた髪が乾く前に〜』とのセット『元祖！あいかぎ パック』

## スタッフ
- シナリオ：うらわ
- 原画：鈴平ひろ、巻田佳春
- 音楽：DOORS MUSIC ENTERTAINMENT、おおくまけんいち（ノンクレジット。詳細は後述）

## 主題歌
- オープニング『みっつのマグカップ』
  - 作詞：吉田文&金杉肇
  - 作曲：吉田文
  - 歌：Naomi
- エンディング『仰げば尊し』
  - 歌：Naomi

## ストーリー
主人公の村瀬孝司は卒業を控えた矢先、同居していた父親を事故で亡くす。アメリカ合衆国で暮らしていた孝司の姉・宏美は急遽帰国するも、弟の担任教師である葉月彩音とその妹である千香に弟を押しつけとんぼ返りしてしまう。

## 登場人物
村瀬 孝司（むらせ こうじ）
主人公。名前は変更可能。卒業を目前に父を事故で失い、葉月家に居候することに。
葉月 彩音（はづき あやね）
声：長崎みなみ
クラス担任で国語の教師。居候先の姉妹の姉。明るい性格だが、天然ボケ気味。両親は他界しており、妹と2人暮らし。
葉月 千香（はづき ちか）
声：かわしまりの
孝司のクラスメートで、彩音の妹。引っ込み思案。実は孝司のことが気になっている。子供好きで、将来の夢は保母。
室井 祐希（むろい ゆうき）
声：吉川華生
千香と孝司のクラスメートで親友。口は悪く攻撃的な性格。父親との仲が悪い。
山岸 めぐみ（やまぎし めぐみ）
声：緒田マリ
学園のカウンセラー。学園内では怖い人ということで通っている。
稲本 俊也（いなもと としや）
声：坂本薫
孝司の友人で新聞部部長。祐希と交際歴あり。
橘 あゆみ（たちばな あゆみ）
声：草柳順子
学園の理事長。多忙から娘と一緒にいることも少ない。
橘 かずな（たちばな かずな）
声：草柳順子
あゆみの娘だが、多忙な母に構ってもらえず、周囲に対し心を閉ざしている。
室井 和夫（むろい かずお）
声：東十条
祐希の父。進路関係で娘とケンカしている。
村瀬 宏美（むらせ ひろみ）
主人公の姉。名字は主人公のものに同期して変更される。

## 豆知識
- DC版のGD-ROMのCDフォーマット部分には、DC用ソフトに共通して入っている3つのテキストファイルの他に、Vorbis関係のライセンスファイルが収録されている。
- キャラクタ個別ルートの内、葉月千香のみエンディングが3種類存在する。また、千香ルートに入る直前の展開は2種類存在するが、その一方には選択肢の選び方でバッドエンドになる部分があった。しかし、このバッドエンドへの分岐がPS2版では削除されている。
- スタッフロールに記述はないが、千香のイベントの中に『Pia♥キャロットへようこそ!!3』のオープニング曲『永遠のストーリー』のノンボーカル版が使用されているイベントがある。
- イベントの中に、Piaキャロットが舞台である楠若葉学園の近くに出店する計画があるという話が出るところがある。2004年に発売された『チェリッシュピザはいかがですか』の舞台となる店が北樟若葉駅の近くにあることと、同作に葉月姉妹と橘母子が登場することから、ピザ専門店として出店したと見ることも可能である。